# 砂拉越人民游击队
砂拉越人民游擊隊（英語：Sarawak People's Guerrilla，缩写为PGRS）是砂拉越历史上的一隻游擊隊，存在於1964年3月30日—1972年。該游擊隊主要在東馬來西亞與印尼北加里曼丹省的邊境農村地區开展武裝鬥爭，其主要诉求是反對成立馬來西亞，并爭取砂拉越獨立。

## 背景
砂拉越人民游擊隊的形成於1963年至1965年的印馬對抗時期。而砂拉越人民游擊隊的運動也因此得到了時任印尼總統蘇卡諾的支持，時印尼政府也表示拒絕了馬來西亞聯邦的成立。
1965年初，砂拉越人民游擊隊為了避免被印尼外交部控制，決定撤出阿桑山基地，轉移到附近的比蘇山，之後再到甘榜巴都依丹建立營房。1964年3月至1965年9月的印尼930事變後，砂盟基本上再也沒有發起任何有關打擊馬來西亞的軍事行動，當時游擊隊的主要工作是搞好當地的華人和達雅族的群眾工作，建立好根據地。直至1971年北加里曼丹共產黨成立後的隔年併入北加里曼丹民族解放軍。

## 來源
1. ↑  . Kompas.com.   [2022-09-27]. 原始内容存档于2022-12-15.
2. ↑  廖朝骥. . 國立暨南國際大學. 2019-10: 25. ISSN 1811-5713.